# Saint-Algis
Saint-Algis és un municipi francès situat al departament de l'Aisne i a la regió dels Alts de França. L'any 2007 tenia 156 habitants.

## Demografia

### Població
El 2007 la població de fet de Saint-Algis era de 156 persones. Hi havia 73 famílies de les quals 16 eren unipersonals (16 dones vivint soles i 16 dones vivint soles), 33 parelles sense fills, 20 parelles amb fills i 4 famílies monoparentals amb fills.
La població ha evolucionat segons el següent gràfic:
Habitants censats

### Habitatges
El 2007 hi havia 90 habitatges, 68 eren l'habitatge principal de la família, 20 eren segones residències i 2 estaven desocupats. Tots els 89 habitatges eren cases. Dels 68 habitatges principals, 57 estaven ocupats pels seus propietaris, 10 estaven llogats i ocupats pels llogaters i 1 estava cedit a títol gratuït; 2 tenien dues cambres, 7 en tenien tres, 22 en tenien quatre i 37 en tenien cinc o més. 55 habitatges disposaven pel capbaix d'una plaça de pàrquing. A 36 habitatges hi havia un automòbil i a 24 n'hi havia dos o més.

### Piràmide de població
La piràmide de població per edats i sexe el 2009 era:
| Homes | Edats   | Dones |
| ----- | ------- | ----- |
| 0     | 95 o +  | 0     |
| 0     | 90 a 94 | 4     |
| 0     | 85 a 89 | 0     |
| 8     | 80 a 84 | 4     |
| 4     | 75 a 79 | 8     |
| 4     | 70 a 74 | 8     |
| 8     | 65 a 69 | 0     |
| 0     | 60 a 64 | 4     |
| 0     | 55 a 59 | 0     |
| 4     | 50 a 54 | 4     |
| 4     | 45 a 49 | 8     |
| 0     | 40 a 44 | 0     |
| 0     | 35 a 39 | 0     |
| 20    | 30 a 34 | 8     |
| 4     | 25 a 29 | 8     |
| 4     | 20 a 24 | 0     |
| 0     | 15 a 19 | 0     |
| 4     | 10 a 14 | 0     |
| 4     | 5 a 9   | 0     |
| 0     | 0 a 4   | 4     |

## Economia
El 2007 la població en edat de treballar era de 86 persones, 61 eren actives i 25 eren inactives. De les 61 persones actives 53 estaven ocupades (32 homes i 21 dones) i 8 estaven aturades (4 homes i 4 dones). De les 25 persones inactives 8 estaven jubilades, 4 estaven estudiant i 13 estaven classificades com a «altres inactius».

### Ingressos
El 2009 a Saint-Algis hi havia 63 unitats fiscals que integraven 157 persones, la mediana anual d'ingressos fiscals per persona era de 14.311 €.

### Activitats econòmiques
Dels 4 establiments que hi havia el 2007, 2 eren d'empreses alimentàries, 1 d'una empresa de fabricació d'altres productes industrials i 1 d'una empresa de construcció.
Dels 2 establiments de servei als particulars que hi havia el 2009, 1 era un taller de reparació d'automòbils i de material agrícola i 1 paleta.
L'únic establiment comercial que hi havia el 2009 era una fleca.
L'any 2000 a Saint-Algis hi havia 12 explotacions agrícoles que ocupaven un total de 707 hectàrees.

## Poblacions més properes
El següent diagrama mostra les poblacions més properes.